# Valeria Bruni Tedeschi
Valeria Bruni Tedeschi (Turín, 16 de noviembre de 1964) es una actriz y directora de cine italofrancesa.

## Biografía y carrera
Es hermana de la modelo que fue primera dama de Francia Carla Bruni. Nacieron en una familia rica de Turín, que tuvo que trasladarse a París (cuando Valeria tenía nueve años) debido a la grave situación en la Italia de los 1970, por la oleada terrorista de las Brigadas Rojas.
Estudió teatro en Nanterre en la Ecole des Amandiers, donde daba clase el cineasta Patrice Chéreau, que la hizo debutar en el cine en su película Hotel de France en 1987. Ha participado en numerosas producciones tanto en Italia como en Francia. En 1993, actuó en la película Les Gens normaux n'ont rien d'exceptionnel, de Laurence Ferreira Barbosa, que tuvo un gran éxito de público en Francia y con la que ganó el premio César a la mejor actriz revelación y el premio a la mejor interpretación femenina del Festival Internacional de Cine de Locarno. En Italia ganó en 1996 en Premio David de Donatello por La seconda volta, repitiendo el mismo galardón en 1998 por la película La parola amore esiste, ambas dirigidas por Mimmo Calopresti.
A partir de 2000, centra su carrera principalmente en Francia. Es de destacar su participación en la película 5 X 2 de François Ozon, donde interpreta cinco episodios de una historia de amor ambientada en diferentes etapas de la vida de una pareja. También participó en Múnich, de Steven Spielberg.
En 2003, debutó como directora con la película Es más fácil para un camello..., de tintes claramente autobiográficos, la cual ha ganado el premio Louis-Delluc a la mejor ópera prima, así como premios en el Festival de Tribeca o de cine femenino de Ankara. En 2006 adquirió nacionalidad francesa.
Varias películas suyas han participado en la sección oficial del Festival de Cannes como Un castillo en Italia (en 2013) o La gran juventud (en 2022).
En 2023 su película La gran juventud tuvo un notable éxito en Francia, y consiguió siete nominaciones a los Premios César, ganando el César a la mejor revelación femenina.

### Vida privada
Durante la década de 1990 fue compañera sentimental del cineasta italiano Mimmo Calopresti. Entre 2007 y 2012 mantuvo una relación con el actor Louis Garrel, con el que adoptó una niña de origen senegalés en 2009.
A partir de 2022 mantuvo una relación con Sofiane Bennacer, actor en su película La gran juventud, pero a finales de ese mismo año el joven actor recibió cuatro de nuncias de exparejas, tres por violación y una por violencia de género. A pesar de ello Bruni defendió a su pareja. 